# Pacific City
Pacific City is een plaats (census-designated place) in de Amerikaanse staat Oregon, en valt bestuurlijk gezien onder Tillamook County.

## Demografie
Bij de volkstelling in 2000 werd het aantal inwoners vastgesteld op 1027.

## Geografie
Volgens het United States Census Bureau beslaat de plaats een oppervlakte van 10,0 km², waarvan 9,7 km² land en 0,3 km² water.

## Plaatsen in de nabije omgeving
De onderstaande figuur toont nabijgelegen plaatsen in een straal van 24 km rond Pacific City.